# Irene Cefaro
Irene Cefaro (Roma, 31 agosto 1935 – Roma, 20 novembre 2013) è stata un'attrice italiana, attiva negli anni cinquanta.

## Biografia
Venne eletta Miss Roma 1952, imponendosi su un gran numero di concorrenti. Ciò le aprì le porte del cinema: fu nel cast del film Il maestro di Don Giovanni di Milton Krims e Vittorio Vassarotti, e in seguito lavorerà con Fellini, Matarazzo, Comencini, Lizzani. Interpretò la parte di Mariuccia, la figlia del capostazione protagonista (Totò), in Destinazione Piovarolo. Fellini la scritturò per interpretare Marisa nel Bidone del 1955. Irene Cefaro lavorerà sino alla fine degli anni cinquanta per poi ritirarsi a vita privata.

## Filmografia
- Il maestro di Don Giovanni, regia di Milton Krims e Vittorio Vassarotti (1953)
- Delirio, regia di Giorgio Capitani e Pierre Billon (1954)
- Guai ai vinti, regia di Raffaello Matarazzo (1954)
- Cronache di poveri amanti, regia di Carlo Lizzani (1954)
- Il bidone, regia di Federico Fellini (1955)
- Destinazione Piovarolo, regia di Domenico Paolella (1955)
- Bravissimo, regia di Luigi Filippo D'Amico (1955)
- Uomini e lupi, regia di Giuseppe De Santis (1957)
- Mariti in città, regia di Luigi Comencini (1957)
- L'uomo dai calzoni corti, regia di Glauco Pellegrini (1958)
- L'ultima canzone, regia di Pino Mercanti (1958)
- Le donne ci tengono assai, regia di Antonio Amendola (1959)